# 15564 Lateef
15564 Lateef eller 2000 GU48 är en asteroid i huvudbältet som upptäcktes den 5 april 2000 av LINEAR i Socorro County, New Mexico. Den är uppkallad efter Salma Fawzy Lateef.
Asteroiden har en diameter på ungefär 5 kilometer och den tillhör asteroidgruppen Koronis.